# Beihania
Beihania is een geslacht van vlinders van de familie spinneruilen (Erebidae), uit de onderfamilie Calpinae.

## Soorten
- B. anartoides (Warnecke, 1938)
- B. cuculliella Wiltshire, 1967
- B. diascota (Hampson, 1916)
- B. hyatti Wiltshire, 1967
- B. montaguei Wiltshire, 1980
- B. philbyi Wiltshire, 1980